# Lame duck
Lame duck (ordagrant från engelskan: haltande anka eller ibland lam anka) är ett politiskt uttryck som syftar på en folkvald politiker som är i slutet av sin sista ämbetsperiod och därför inte längre är intressant för övriga folkvalda att samarbeta med. Exempelvis en amerikansk president som under sin andra presidentperiod inte längre kan bli återvald, och därför kan ha svårt att hitta stöd i kongressen. 
En renodlad lame duck är en avgående president efter att den nya presidenten är vald men inte installerad, det vill säga under de sista två månaderna av presidentämbetet.